# Filip el Megàric
Filip el megàric (en llatí Philippus Megaricus, en grec Φίλιππος Μεγαρικός) va ser un filòsof megàric grec mencionat per Diògenes Laerci que dona un extracte de la seva obra. Diu que conté algunes notícies d'Estilpó, un filòsof que va viure en temps d'Alexandre el Gran. Filip era una mica posterior, va viure al final del segle IV aC.